# Sedzère
Sedzère est une commune française située dans le département des Pyrénées-Atlantiques, en région Nouvelle-Aquitaine.

## Géographie

### Localisation
La commune de Sedzère se trouve dans le département des Pyrénées-Atlantiques, en région Nouvelle-Aquitaine.
Elle se situe à 19 km par la route de Pau, préfecture du département, et à 11 km de Morlaàs, bureau centralisateur du canton du Pays de Morlaàs et du Montanérès dont dépend la commune depuis 2015 pour les élections départementales. 
La commune fait en outre partie du bassin de vie de Pau.
Les communes les plus proches sont : 
Urost (2,1 km), Espéchède (2,7 km), Lespourcy (2,9 km), Lombia (3,4 km), Gabaston (3,6 km), Arrien (3,6 km), Sedze-Maubecq (4,1 km), Ouillon (4,9 km).
Sur le plan historique et culturel, Sedzère fait partie de la province du Béarn, qui fut également un État et qui présente une unité historique et culturelle à laquelle s’oppose une diversité frappante de paysages au relief tourmenté.

### Communes limitrophes
Les communes limitrophes sont  Arrien, Espéchède, Gabaston, Lespourcy, Lombia, Saint-Laurent-Bretagne et Urost.
| Gabaston  | Saint-Laurent-Bretagne | Lespourcy |
|           | Sedzère                | Urost     |
| Espéchède | Arrien                 | Lombia    |

### Hydrographie

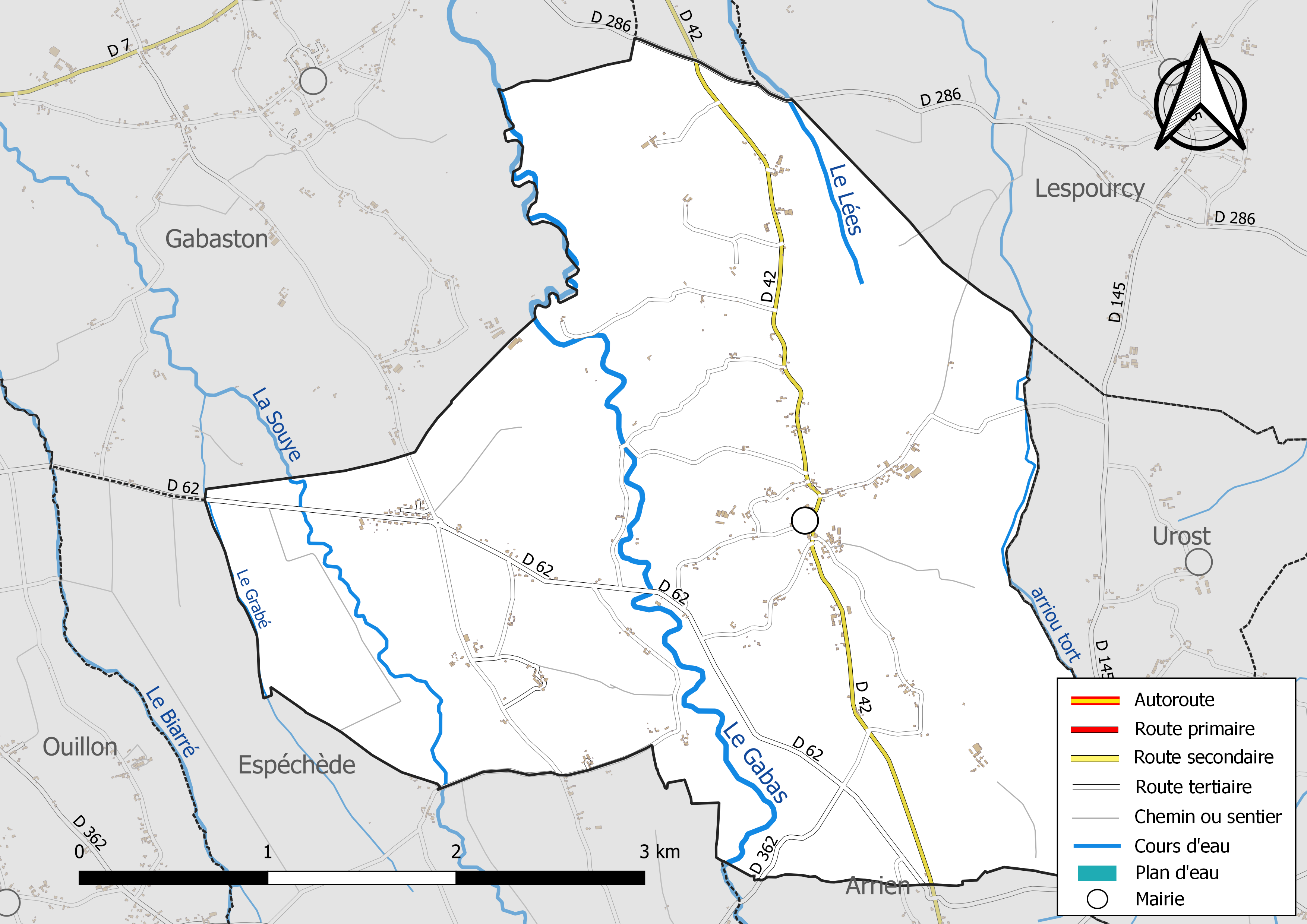
Réseaux hydrographique et routier de Sedzère.

La commune est drainée par le Gabas, le Léès, la Souye, L'Arriutort, le Grabé, et par deux petits cours d'eau, constituant un réseau hydrographique de 12 km de longueur totale,.
Le Gabas, d'une longueur totale de 116,7 km, prend sa source dans la commune d'Ossun et s'écoule du sud-est vers le nord-ouest. Il traverse la commune et se jette dans l'Adour à Souprosse, après avoir traversé 43 communes.
Le Léès, d'une longueur totale de 39 km, prend sa source dans la commune et s'écoule vers le nord. Il se jette dans le Léez à Lannux, après avoir traversé 21 communes.
La Souye, d'une longueur totale de 24,7 km, prend sa source dans la commune d'Espoey et s'écoule du sud-est vers le nord-ouest. Elle traverse la commune et se jette dans le Luy à Barinque, après avoir traversé 8 communes.

### Climat
Pour des articles plus généraux, voir Climat de la Nouvelle-Aquitaine et Climat des Pyrénées-Atlantiques.
Historiquement, la commune est exposée à un climat de montagne.  
En 2020, Météo-France publie une typologie des climats de la France métropolitaine dans laquelle la commune est toujours exposée à un climat de montagne et est dans la région climatique Pyrénées atlantiques, caractérisée par une pluviométrie élevée (>1 200 mm/an) en toutes saisons, des hivers très doux (7,5 °C en plaine) et des vents faibles.
Pour la période 1971-2000, la température annuelle moyenne est de 12,6 °C, avec une amplitude thermique annuelle de 14,6 °C. Le cumul annuel moyen de précipitations est de 1 131 mm, avec 11 jours de précipitations en janvier et 8,4 jours en juillet. Pour la période 1991-2020, la température moyenne annuelle observée sur la station météorologique la plus proche, située sur la commune de Ger à 14 km à vol d'oiseau, est de 12,4 °C et le cumul annuel moyen de précipitations est de 1 344,5 mm,. Pour l'avenir, les paramètres climatiques de la commune estimés pour 2050 selon différents scénarios d’émission de gaz à effet de serre sont consultables sur un site dédié publié par Météo-France en novembre 2022.

### Milieux naturels et biodiversité
Aucun espace naturel présentant un intérêt patrimonial n'est recensé sur la commune dans l'inventaire national du patrimoine naturel,,.

## Urbanisme

### Typologie
Au 1er janvier 2024, Sedzère est catégorisée commune rurale à habitat dispersé, selon la nouvelle grille communale de densité à sept niveaux définie par l'Insee en 2022.
Elle est située hors unité urbaine. Par ailleurs la commune fait partie de l'aire d'attraction de Pau, dont elle est une commune de la couronne,. Cette aire, qui regroupe 227 communes, est catégorisée dans les aires de 200 000 à moins de 700 000 habitants,.

### Occupation des sols

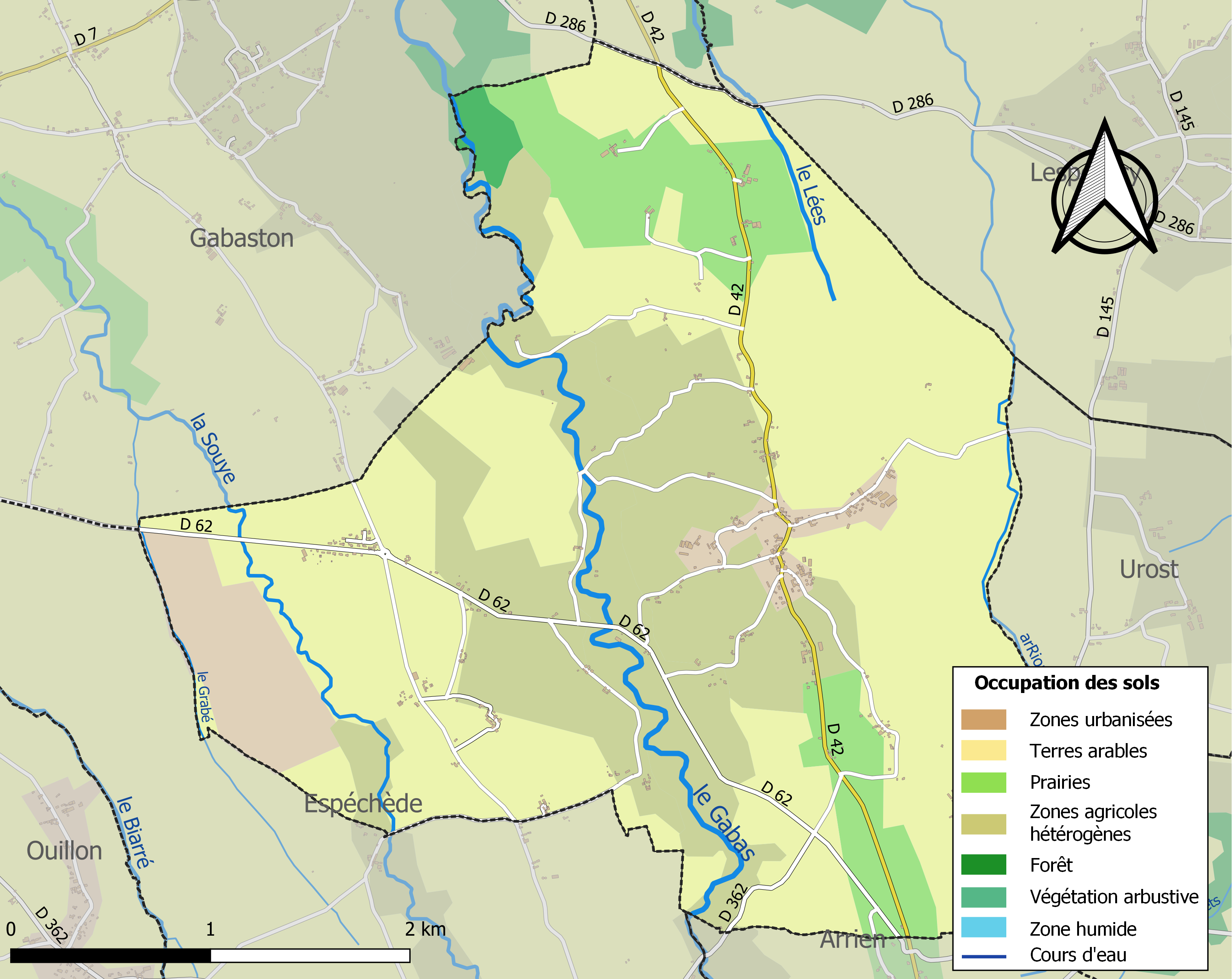
Carte des infrastructures et de l'occupation des sols de la commune en 2018 (CLC).

L'occupation des sols de la commune, telle qu'elle ressort de la base de données européenne d’occupation biophysique des sols Corine Land Cover (CLC), est marquée par l'importance des territoires agricoles (92,7 % en 2018), en diminution par rapport à 1990 (94,2 %). La répartition détaillée en 2018 est la suivante : 
terres arables (55,4 %), zones agricoles hétérogènes (27,6 %), prairies (9,7 %), zones industrielles ou commerciales et réseaux de communication (4,4 %), zones urbanisées (2,1 %), forêts (0,8 %). L'évolution de l’occupation des sols de la commune et de ses infrastructures peut être observée sur les différentes représentations cartographiques du territoire : la carte de Cassini (XVIIIe siècle), la carte d'état-major (1820-1866) et les cartes ou photos aériennes de l'IGN pour la période actuelle (1950 à aujourd'hui).

### Lieux-dits et hameaux
- Arriutor ;
- Baix ;
- Bécary ;
- Église ;
- Hourcq ;
- Laougarou ;
- Mouly de Boy ;
- Village.

### Voies de communication et transports
La commune est desservie par les routes départementales 42 et 62.

### Risques majeurs
Le territoire de la commune de Sedzère est vulnérable à différents aléas naturels : météorologiques (tempête, orage, neige, grand froid, canicule ou sécheresse), inondations et séisme (sismicité modérée). Il est également exposé à deux risques technologiques,  et  le risque industriel et la rupture d'un barrage. Un site publié par le BRGM permet d'évaluer simplement et rapidement les risques d'un bien localisé soit par son adresse soit par le numéro de sa parcelle.

#### Risques naturels
Certaines parties du territoire communal sont susceptibles d’être affectées par le risque d’inondation par une crue à  débordement lent de cours d'eau, notamment le Léès, le Gabas et la Souye. La commune a été reconnue en état de catastrophe naturelle au titre des dommages causés par les inondations et coulées de boue survenues en 1982, 1993, 2007, 2009 et 2018,.

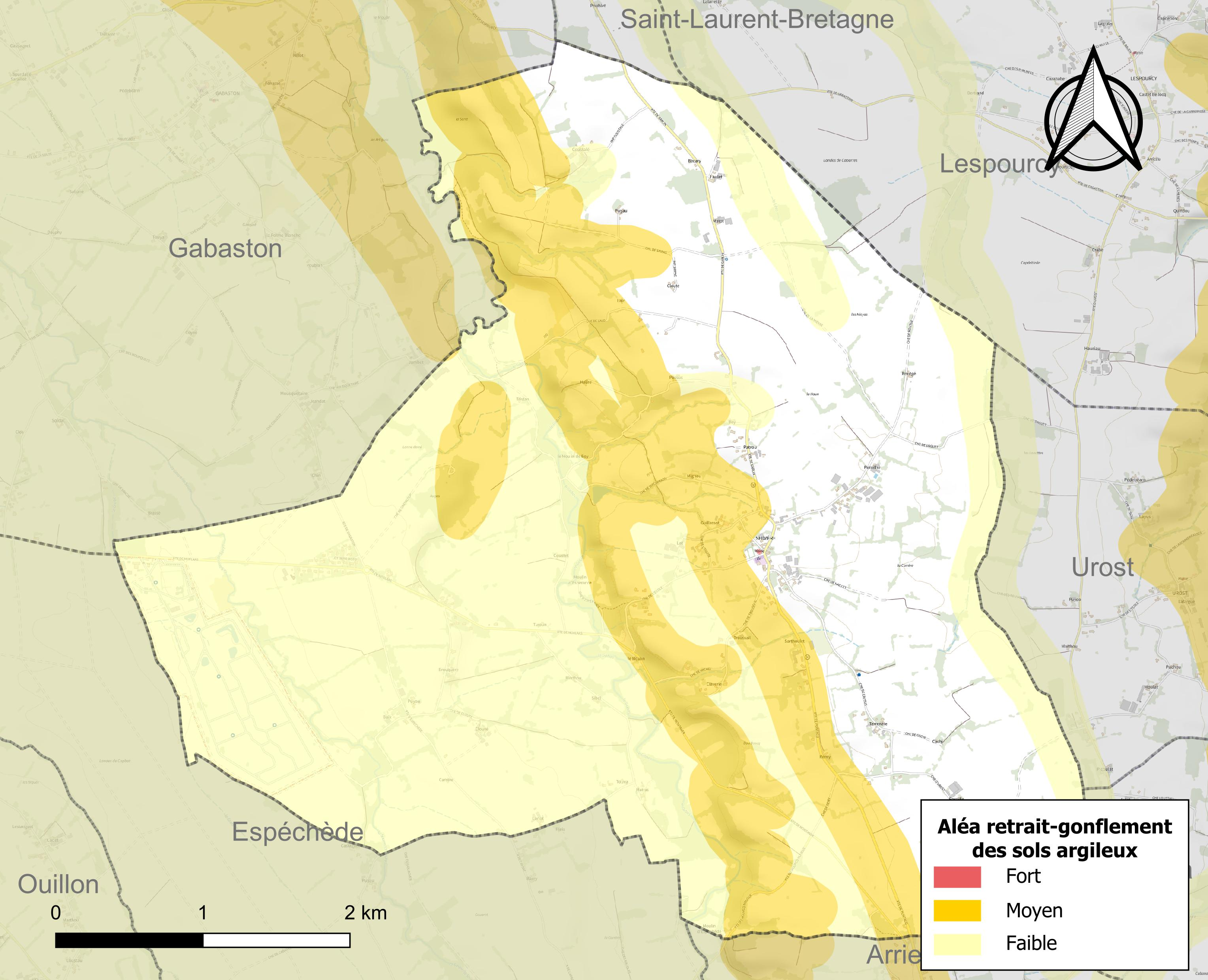
Carte des zones d'aléa retrait-gonflement des sols argileux de Sedzère.

Le retrait-gonflement des sols argileux est susceptible d'engendrer des dommages importants aux bâtiments en cas d’alternance de périodes de sécheresse et de pluie. 25,4 % de la superficie communale est en aléa moyen ou fort (59 % au niveau départemental et 48,5 % au niveau national). Depuis le 1er octobre 2020, en application de la loi ELAN, différentes contraintes s'imposent aux vendeurs, maîtres d'ouvrages ou constructeurs de biens situés dans une zone classée en aléa moyen ou fort,.

#### Risques technologiques
La commune est exposée au risque industriel, car elle est dans le périmètre du plan de prévention des risques technologiques (PPRT) du camp de munitions de Sedzère approuvé le 20 décembre 2018, hébergeant des entreprises soumises à la directive européenne SEVESO classées seuil haut,.
La commune est en outre située en aval de barrages de classe A. À ce titre elle est susceptible d’être touchée par l’onde de submersion consécutive à la rupture de cet ouvrage.

## Toponymie
Le toponyme Sedzère apparaît sous les formes Sezere (XIIe siècle, d'après Pierre de Marca), Setsere et Sedsere (respectivement 1385 et 1402, censier de Béarn).

## Histoire
Paul Raymond note qu'en 1385, Sedzère comptait quinze feux et dépendait du bailliage de Pau.
La commune faisait partie de l'archidiaconé de Vic-Bilh, qui dépendait de l'évêché de Lescar et dont Lembeye était le chef-lieu.

### Les Hospitaliers
Paul Raymond indique que Sedzère fit partie de la commanderie des Hospitaliers de l'ordre de Saint-Jean de Jérusalem de Caubin et Morlaàs.

## Politique et administration
| Période                                  | Période  | Identité              | Étiquette | Qualité |
| ---------------------------------------- | -------- | --------------------- | --------- | ------- |
| Les données manquantes sont à compléter. |          |                       |           |         |
| 1889                                     | 1898     | Alphonse Peyret       |           |         |
| Les données manquantes sont à compléter. |          |                       |           |         |
| 1974                                     | 1998     | Gabriel Conte         |           |         |
| Les données manquantes sont à compléter. |          |                       |           |         |
| 2001                                     | 2008     | Alain Loste-Bordenave |           |         |
| 2008                                     | En cours | Lucien Larroze        |           |         |

### Intercommunalité
Sedzère fait partie de trois structures intercommunales :
- la communauté de communes du Nord-Est Béarn ;
- le syndicat d'énergie des Pyrénées-Atlantiques ;
- le syndicat intercommunal d'alimentation en eau potable Luy - Gabas - Lées.

## Population et société

### Démographie
L'évolution du nombre d'habitants est connue à travers les recensements de la population effectués dans la commune depuis 1793. Pour les communes de moins de 10 000 habitants, une enquête de recensement portant sur toute la population est réalisée tous les cinq ans, les populations de référence des années intermédiaires étant quant à elles estimées par interpolation ou extrapolation. Pour la commune, le premier recensement exhaustif entrant dans le cadre du nouveau dispositif a été réalisé en 2008.

En 2022, la commune comptait 391 habitants, en évolution de −2,25 % par rapport à 2016 (Pyrénées-Atlantiques : +3,78 %, France hors Mayotte : +2,11 %).
| 1793 | 1800 | 1806 | 1821 | 1831 | 1836 | 1841 | 1846 | 1851 |
| ---- | ---- | ---- | ---- | ---- | ---- | ---- | ---- | ---- |
| 464  | 456  | 454  | 458  | 471  | 472  | 511  | 521  | 533  |

| 1856 | 1861 | 1866 | 1872 | 1876 | 1881 | 1886 | 1891 | 1896 |
| ---- | ---- | ---- | ---- | ---- | ---- | ---- | ---- | ---- |
| 526  | 518  | 460  | 466  | 457  | 470  | 452  | 418  | 403  |

| 1901 | 1906 | 1911 | 1921 | 1926 | 1931 | 1936 | 1946 | 1954 |
| ---- | ---- | ---- | ---- | ---- | ---- | ---- | ---- | ---- |
| 401  | 412  | 407  | 357  | 330  | 332  | 277  | 267  | 268  |

| 1962 | 1968 | 1975 | 1982 | 1990 | 1999 | 2006 | 2008 | 2013 |
| ---- | ---- | ---- | ---- | ---- | ---- | ---- | ---- | ---- |
| 251  | 212  | 239  | 353  | 359  | 339  | 394  | 404  | 405  |

| 2018 | 2022 | - | - | - | - | - | - | - |
| ---- | ---- | - | - | - | - | - | - | - |
| 381  | 391  | - | - | - | - | - | - | - |

Sedzère fait partie de l'aire d'attraction de Pau.

## Économie
Le 3e régiment du matériel (5e compagnie munitions (CMU) chargée du ravitaillement en munitions des formations du Sud-Ouest) est installé à Sedzère.

## Culture locale et patrimoine

### Patrimoine civil
Les vestiges d'un ensemble fortifié du XIIIe siècle témoignent du passé ancien de la commune.
Sedzère présente un ensemble de fermes et de demeures des XVIIIe et XIXe siècles.
On peut également trouver différents moulins, notamment au lieu-dit Mouly de Boy, un moulin du XVIIIe siècle.

### Patrimoine religieux
L'église Saint-Pierre date partiellement du XIe siècle. Elle recèle du mobilier, des tableaux, des statues et des objets inscrits à l'inventaire général du patrimoine culturel.

### Héraldique
| Blason de Sedzère | Blason  | Tiercé en pairle renversé : au 1er de gueules à la croix de Malte d'argent, au 2e d'or à deux vaches de gueules accornées, colletées et clarinées d'azur, au 3e de sinople à la fasce ondée d'argent chargée d'une cotice ondée d'azur et à deux clés de sable passées en sautoir brochant sur la fasce. |
| Blason de Sedzère | Détails | Adopté par la municipalité. Présent sur le site de la mairie. |